# Етиленгліколь
Етиленгліко́ль — (C2H4(OH)2) органічна сполука, найпростіший двоатомний спирт; густа безбарвна рідина; рідкий абсорбент вологи із природного газу (С2Н6О2). Застосовують у виробництві синтетичних смол, штучного волокна, як антифриз тощо.
Етиленгліколь (гліколь; 1,2-діоксіетан; 1,2-етандіол), HO-CH2-CH2-OH — найпростіший представник поліолів (багатоатомних спиртів). У очищеному вигляді є прозорою безбарвною рідиною злегка маслянистої консистенції. Не має запаху і має солодкуватий смак. Токсичний. Потрапляння етиленгліколю, або його розчинів всередину організму людини може призвести до незворотних змін в організмі і до летального результату.

## Історія відкриттів та виробництва
Етиленгліколь вперше був отриманий в 1859 французьким хіміком Вюрцом з діацетату етиленгліколю омиленням гідроксидом калію і в 1860 гідратацією етиленоксиду. Він не мав широкого застосування до Першої світової війни, коли в Німеччині його стали отримувати з дихлоретану для заміни гліцерину при виробництві вибухових речовин. У США напівпромислове виробництво розпочато в 1917 році через етіленхлоргідрін. Перше великомасштабне виробництво розпочато зі зведенням заводу в 1925 році біля Південного Чарлстона (західна Вірджинія, США) компанією «Carbide and Carbon Chemicals Co.» До 1929 року етиленгліколь використовувався практично всіма виробниками динаміту. У 1937 кампанія Carbide початок перше великомасштабне виробництво, засноване на газофазному окисненні етилену до етиленоксиду. Монополія компанії Carbide на даний процес тривала до 1953 року.

## Отримання
У промисловості етиленгліколь отримують шляхом гідратації оксиду етилену при 10 атм і 190–200 °С або при 1 атм і 50–100 °С у присутності 0,1–0,5 % сірчаної або ортофосфорної кислоти, досягаючи 90 % виходу. Побічними продуктами при цьому є діетиленгліколь, триетиленгліколь й незначна кількість вищих полімергомологів етиленгліколю.

## Застосування
Завдяки своїй дешевизні етиленгліколь знайшов широке застосування в техніці.
- Як компонент автомобільних антифризів і гальмівних рідин, що становить 60 % його споживання. Суміш 60 % етиленгліколю і 40 % води замерзає при -45 °С. Корозійно активний, тому застосовується з інгібіторами корозії;
- Як теплоносій[15] у вигляді розчину в автомобілях, в системах рідинного охолодження комп'ютерів;
- У виробництві целофану, поліуретанів й низки інших полімерів. Це друге основне застосування;
- Як розчинник фарбувальних речовин;
- У органічному синтезі:
  - як високотемпературний розчинник.
  - для захисту карбонільної групи шляхом отримання 1,3-диоксалану. Обробкою речовини з карбонільною групою в бензолі або толуолі етиленгліколем у присутності кислого каталізатора (толуолсульфонової кислоти, BF3·Et2O тощо) і азеотропною відгонкою на насадці Діна-Старка, що утворюється. Наприклад, захист карбонільної групи ізофорона.

1,3-диоксалани можуть бути отримані також при реакції етиленгліколю з карбонільними сполуками в присутності триметилхлорсілану або комплексу диметилсульфат-ДМФА 1,3-диоксалани стійкі до дії нуклеофілів та основ. Легко регенерують вихідну карбонільну сполуку в присутності кислоти і води.
- Входить до складу рідин для обробки лобового скла літаків від зледеніння.
- Як компонент рідини «І», що використовується для запобігання обводнення авіаційних палив.
- Як кріопротектор
- Для поглинання води з метою запобігання утворення гідрату метану, який забиває трубопроводи при видобутку газу у відкритому морі. На наземних станціях його регенерують шляхом осушення і видалення солей.
- Етиленгліколь є вихідною сировиною для виробництва вибухової речовини нітрогліколю.

Етиленгліколь застосовується також
- При виробництві конденсаторів
- При виробництві 1,4-діоксану
- Компонент у складі систем рідинного охолодження комп'ютерів
- як компонент крему для взуття (1-2 %)
- В складі рідини для миття скла разом з ізопропіловим спиртом

## Очищення та осушення
Осушується молекулярним ситом 4А, напівводним сульфатом кальцію, сульфатом натрію, йодидом магнію, фракційною перегонкою під пониженим тиском, азеотропною відгонкою з бензолом. Чистота отриманого продукту легко визначається за його густиною.
Таблиця густини водних розчинів етиленгліколю, 20 °С
| Концентрація, % | 30    | 35    | 40    | 45    | 50    | 55    | 60    |
| --------------- | ----- | ----- | ----- | ----- | ----- | ----- | ----- |
| Густина, г/мл   | 1,050 | 1,058 | 1,067 | 1,074 | 1,082 | 1,090 | 1,098 |

## Заходи безпеки
Етиленгліколь — горюча речовина. Температура спалаху випарів становить 120 °C. Температура самозаймання 380 °C. Температурні межі запалення парів у повітрі, °С: нижня — 112, верхня — 124. Межі займання парів у повітрі від нижнього до верхнього, 3,8–6,4 % (за об'ємом).
Етиленгліколь — токсичний. Летальна доза при одноразовому пероральному вживанні становить 100–300 мл етиленгліколю (1,5-5мл на 1 кг маси тіла). Має відносно низьку леткість при нормальній температурі, пари мають не таку високу токсичність і становлять небезпеку лише при хронічному вдиханні. Певну небезпеку становлять тумани, проте при їх вдиханні про небезпеку сигналізують подразнення та кашель. Протиотрутою при отруєнні етиленгліколем є етанол і 4-метилпіразол (англ. Fomepizole).